# تآكل المعدة
يحدثُ تأكل المعدة عندما يُصبح الغشاء المخاطي مُلتهبًا. يعني مصطلح «التآكل» في هذا السياق الضرر الذي يقتصر على الغشاء المخاطي والذي يتكوَّن من ثلاث طبقات وهي النسيج الطلائي، الغشاء القاعدي وَالصفيحة المخاطية. يختلفُ التآكل عن القرحة التي تنتجُ جرَّاء تلفٍ بسيطٍ في جدار الجهاز الهضمي.
يُمكن أن تُهيَّج بعض الأدوية مثل الأقراص الغشاء المخاطي؛ وخاصّةً العقاقير التي يتم تناولها لالتهاب المفاصل واضطرابات العضلات، المنشطات، والأسبرين. قد يحدث تآكل المعدة أيضًا بسبب الإجهاد العاطفي؛ أو كآثارٍ جانبيةٍ للحروق أو إصابات في المعدة.

## أنواع تآكل المعدة

### التهاب المعدة التآكلي
يتميّزُ هذا النوع من الالتهابات عن باقي التهابات المعدة في أنه يصيب الغشاء المخاطي لجدار المعدة، ويكون الضرر سطحي فقط.

### التهاب المعدة الغير تآكلي
عبارة عن تغيرات تحدث في خلايا جدار المعدة عند أخذ عينة يتم فحصها تحت المجهر.

## أسباب التهابات المعدة

### أسباب متعدّدة
تتعدد الأسباب التي تؤدي إلى التهابات المعدة وغالبيتها تنتج من خيارات الطعام السيئة كما تلعبُ بعض العوامل النفسية مثل التوتر والإجهاد دورًا في هذه الالتهابات بالإضافةِ إلى استخدام بعض الأدوية كالمسكنات القوية لفترات طويلة.

### جرثومة المعدة
تنتقلُ العدوى بهذه البكتيريا عن طريق الطعام والشراب الملوث وكذلك البراز الملوث بالبكتيريا. وتُعدُّ أخطر مضاعفاتها هي الأصابة بقرح ونزيف المعدة.
أعراض الإصابة بالجرثومة
- الغثيان الشديد
- آلام مستمرّة في المعدة
- التجشؤ وزيادة الحمض
- فقدان الشهية

يتمُّ تشخيص الإصابة بهذه الجرثومة بواسطة الفحص المخبري عن طريق عيّنة من البراز أو عن طريق اختبار النفخ  أو التنفس بمساعدةٍ من مادة اليوريا.
العلاج
يُعرف العلاج بالعلاج الثلاثي أو الرباعي لأنه يشمل مجموعة من المضادات الحيوية مع مضادات الحموضة ويستمر العلاج لأسبوعين كاملين ثم يجري بعدها الاختبار مرة أخرى. عادةً ما يُطلب من المريض الالتزام بتعليمات الطبيب المعالج وتناول الأدوية الموصوفة في موعدها من أجل الشفاء التام.

## الأعراض
هذه قائمة بأعراض تآكل المعدة ومع ذلك فقد تختلفُ هذه الأعراض من شخصٍ لآخر كما أنّ وجودها لا يعني بالضرورة إصابة الشخص بهذا المرض.
- النزيف على مستوى «منطقة التأكل»
- دم على مستوى الأمعاء
- القيء الدموي
- اسوداد الدم

## المخاطر
قد يتسبَّبُ تآكل المعدة في فقر الدم وغيره من المشاكل المتعلقة بفقدان الدم. يُعاني الشخص المُصَاب في بعض الأحيان من نزيفٍ حادٍ قد يؤدي إلى قيء دموي أو حركة أمعاء غير اعتياديّة.

## العلاج
يُمكن علاج التهابات المعدة من خلالِ معرفة السبب بالضبط؛ لكنّ العلاج لا يخلو في العادة من إضافة مضادات الحموضة وخاصة المجموعة التي تسمي بمانعات مضخة البروتون.